# Station Warszawa Falenica
Station Warszawa Falenica is een spoorwegstation in het stadsdeel Wawer in de Poolse hoofdstad Warschau.